# Liste der Kulturdenkmale in Mahlitzsch (Nossen)
In der Liste der Kulturdenkmale in Mahlitzsch sind die Kulturdenkmale des Nossener Ortsteils Mahlitzsch verzeichnet, die bis September 2024 vom Landesamt für Denkmalpflege Sachsen erfasst wurden (ohne archäologische Kulturdenkmale). Die Anmerkungen sind zu beachten.
Diese Aufzählung ist eine Teilmenge der Liste der Kulturdenkmale in Nossen.

## Mahlitzsch
| Bild                                    | Bezeichnung                                                                                                  | Lage                             | Datierung                  | Beschreibung | ID       |
| --------------------------------------- | --- | -------------------------------- | -------------------------- | --- | -------- |
| Direkt Bild zu diesem Denkmal hochladen | Wegestein | (Flurstück 230) (Karte)          | 1. Hälfte 19. Jahrhundert  | Kleiner markanter Schaft mit Inschriftfeldern, Richtungsanzeigern und einfacher, abgerundeter Kopfgestaltung, bedeutend für die Orts- und Verkehrsgeschichte | 09302474 |
|                                         | Zwei Seitengebäude eines Vierseithofes                                                                       | Mahlitzsch 1 (Karte)             | Bezeichnet mit 1826        | Markante ländliche Gebäude, östliches Seitengebäude mit Fachwerk-Obergeschoss und Segmentbogenportal, baugeschichtlich bedeutend. Das Seitengebäude an der Landstraße diente zeitweilig auch als Gasthaus und dessen Obergeschoss als Tanzsaal. Es ist an der Hofseite mit 1826 bezeichnet. Das Seitengebäude gegenüber besitzt noch einen Stall. Das zwischen den Seitengebäuden, an der Nordseite des Hofes gelegene, einstige Wohnstallhaus (kein Denkmal) trägt die Datierung 1822. Ihm gegenüber liegt die deutlich veränderte (erneuerte) Scheune (ebenfalls kein Denkmal). | 09267783 |
| Direkt Bild zu diesem Denkmal hochladen | Wegestein | Mahlitzsch 1 (gegenüber) (Karte) | 2. Hälfte 19. Jahrhundert  | Sandsteinstele mit Schaft, Richtungsanzeigen und Inschriften, ortsgeschichtlich und verkehrsgeschichtlich bedeutend. Inschriften „Nach Wendischbora Kottewitz“ und „Nach Deutschenbora Wunschwitz“. | 09267782 |
| Direkt Bild zu diesem Denkmal hochladen | Wohnstallhaus eines ehemaligen Vierseithofes                                                                 | Mahlitzsch 4 (Karte)             | Bezeichnet mit 1824        | Markantes ländliches Fachwerkgebäude, zwei Segmentbogenportale an der Hofseite, hohes Steildach, baugeschichtlich bedeutend. Fachwerk, massiv untersetzt. | 09267791 |
| Direkt Bild zu diesem Denkmal hochladen | Seitengebäude, Scheune, Stalltrakt des Wohnstallhauses, Hofpflasterung und zwei Torpfeiler eines Bauernhofes | Mahlitzsch 5 (Karte)             | 1. Hälfte 19. Jahrhundert  | Markante ländliche Bauten in Fachwerkbauweise, baugeschichtlich und wirtschaftsgeschichtlich bedeutend. Fachwerk, massiv untersetzt, Pflasterung im Hof, im äußerlich deutlich veränderten Wohnstallhaus Stalltrakt mit Gewölbe und Säulen. | 09267792 |
| Direkt Bild zu diesem Denkmal hochladen | Scheune eines Dreiseithofes                                                                                  | Mahlitzsch 12 (Karte)            | 1. Drittel 19. Jahrhundert | Fachwerkgebäude, beeindruckender ländlicher Zweckbau, baugeschichtlich und wirtschaftsgeschichtlich bedeutend. Eine Seite Fachwerk, drei Seiten verbrettert. | 09267789 |
| Direkt Bild zu diesem Denkmal hochladen | Wohnstallhaus (mit Anbau), Seitengebäude und Torbogen eines ehemaligen Vierseithofes                         | Mahlitzsch 14 (Karte)            | Bezeichnet mit 1829        | Beeindruckendes ländliches Fachwerkanwesen, bau- und ortsgeschichtlich bedeutend. - Anbau: Bruchstein - Wohnstallhaus: Fachwerk, massiv untersetzt, Fledermausgaupen, Krüppelwalmdach - Bienenhaus - Backhaus - Zufahrt mit Torpfeilern und Bogen | 09267788 |
| Direkt Bild zu diesem Denkmal hochladen | Vierseithof mit Wohnstallhaus, zwei Seitengebäuden und Scheune                                               | Mahlitzsch 17 (Karte)            | Bezeichnet mit 1823        | Markantes ländliches Ensemble in Fachwerkbauweise, Zeugnis der Volksbauweise aus dem ersten Viertel des 19. Jahrhunderts, baugeschichtlich und wirtschaftsgeschichtlich bedeutend. Fachwerk, massiv untersetzt, Wohnstallhaus mit Datierung von 1822. | 09267786 |
| Direkt Bild zu diesem Denkmal hochladen | Wohnstallhaus und Scheune eines Bauernhofes                                                                  | Mahlitzsch 20 (Karte)            | 1. Drittel 19. Jahrhundert | Beide Gebäude in Fachwerkbauweise, baugeschichtlich und wirtschaftsgeschichtlich bedeutend. - Wohnstallhaus: Fachwerk, massiv untersetzt - Scheune: teilweise Fachwerk, teilweise verbrettert | 09267785 |
| Direkt Bild zu diesem Denkmal hochladen | Vierseithof mit Wohnstallhaus, zwei Seitengebäuden und Scheune                                               | Mahlitzsch 22 (Karte)            | Bezeichnet mit 1822        | Markantes ländliches Ensemble in Fachwerkbauweise, Zeugnis der Volksbauweise aus dem ersten Viertel des 19. Jahrhunderts, baugeschichtlich und wirtschaftsgeschichtlich bedeutend. - Wohnstallhaus und Seitengebäude: Fachwerk, massiv untersetzt, Wettergiebel- und Traufseite verbrettert - Scheune: Fachwerk, historische Stallfenster, eines der Seitengebäude mit Gesindestuben | 09267784 |

## Tabellenlegende
- Bild: Bild des Kulturdenkmals, ggf. zusätzlich mit einem Link zu weiteren Fotos des Kulturdenkmals im Medienarchiv Wikimedia Commons. Wenn man auf das Kamerasymbol klickt, können Fotos zu Kulturdenkmalen aus dieser Liste hochgeladen werden:
- Bezeichnung: Denkmalgeschützte Objekte und ggf. Bauwerksname des Kulturdenkmals
- Lage: Straßenname und Hausnummer oder Flurstücknummer des Kulturdenkmals. Die Grundsortierung der Liste erfolgt nach dieser Adresse. Der Link (Karte) führt zu verschiedenen Kartendiensten mit der Position des Kulturdenkmals. Fehlt dieser Link, wurden die Koordinaten noch nicht eingetragen. Sind diese bekannt, können sie über ein Tool mit einer Kartenansicht einfach nachgetragen werden. In dieser Kartenansicht sind Kulturdenkmale ohne Koordinaten mit einem roten bzw. orangen Marker dargestellt und können durch Verschieben auf die richtige Position in der Karte mit Koordinaten versehen werden. Kulturdenkmale ohne Bild sind an einem blauen bzw. roten Marker erkennbar.
- Datierung: Baubeginn, Fertigstellung, Datum der Erstnennung oder grobe zeitliche Einordnung entsprechend des Eintrags in der sächsischen Denkmaldatenbank
- Beschreibung: Kurzcharakteristik des Kulturdenkmals entsprechend des Eintrags in der sächsischen Denkmaldatenbank, ggf. ergänzt durch die dort nur selten veröffentlichten Erfassungstexte oder zusätzliche Informationen
- ID: Vom Landesamt für Denkmalpflege Sachsen vergebene, das Kulturdenkmal eindeutig identifizierende Objekt-Nummer. Der Link führt zum PDF-Denkmaldokument des Landesamtes für Denkmalpflege Sachsen. Bei ehemaligen Kulturdenkmalen können die Objektnummern unbekannt sein und deshalb fehlen bzw. die Links von aus der Datenbank entfernten Objektnummern ins Leere führen. Ein ggf. vorhandenes Icon  führt zu den Angaben des Kulturdenkmals bei Wikidata.